# Adam Rydel
Adam Rydel (* 1. Juni 1872 in Kraków; † 31. Mai 1914 dortselbst) war ein polnischer Arzt für Neurologie und Psychiatrie.

## Leben
Er war Sohn des Augenarztes Lucjan Andrzej Rydel (1833–1895) und seiner Ehefrau Helena geb. Kremer. Nach dem Besuch des kaiserlich-königlichen St.-Anna-Gymnasiums studierte er von 1893 bis 1899 Medizin an der Jagiellonen-Universität in Kraków/Krakau, damals zu Österreich-Ungarn gehörig. Dort wurde er in Neuroanatomie unterwiesen von Kasimierz Konstanecki (1863–1940) und Adam Bochenek (1875–1913).  Anschließend ging er an die Universität Frankfurt/Main zu Carl Weigert (1845–1904) und Ludwig Edinger (1855–1918), wo er zum Doktor der Medizin promoviert wurde. 1902 wechselte er als Assistenzarzt an die Klinik für Psychiatrie und Nervenkrankheiten (Direktor: Friedrich Jolly) der Königlichen Charité in Berlin und erfand dort als Mitarbeiter von Privatdozent Friedrich Wilhelm Seiffer ein Instrument zur Messung der Vibrationsempfindlichkeit, die später sogenannte Rydel-Seiffer-Stimmgabel.  Von 1904 bis 1905 war er bei Pierre Marie (1853–1940) an der neurologischen Klinik des Bicêtre-Hospitals in Paris als Assistenzarzt tätig, und danach bis 1908 als Assistent bei Jan Piltz (1870–1930) an der Klinik für Neurologie und Psychiatrie in Krakau.

## Schaffen

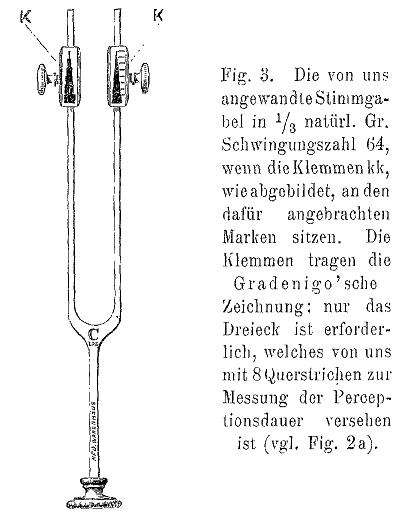
Rydel-Seiffer-Stimmgabel

Seine bleibende wissenschaftliche Leistung ist die – als Erstautor mit Seiffer 1903 in Berlin veröffentlichte – Untersuchung zur Bestimmung des Vibrationsempfindens  mittels einer speziell präparierten Stimmgabel, und die Prägung des Begriffs Pallästhesie (abgeleitet von griechisch πάλλώ  vibrieren, schwingen) für das Vibrationsempfinden (Vibrationsreiz-Perzeption). Bei 3 von 5 diesbezüglichen Publikationen war er Erstautor und sein Oberarzt und akademischer Vorgesetzter Seiffer Ko-Autor.

### Erfindung
Schon früher waren Stimmgabeln, die Vibrationen erzeugen, wenn sie in Schwingung versetzt werden, zur Untersuchung der Vibrationsempfindung verwendet worden (M. Egger 1898, L.Treitel 1897); untersucht wurden die Wahrnehmbarkeit verschiedener Stimmgabel-(=Vibrations-) Frequenzen und die Dauer der Wahrnehmbarkeit bei Gesunden und kranken Menschen. Als Neuerung präparierte Rydel eine gewöhnliche 128 Hz Stimmgabel mit Gewichten von ca. 25 g (zur Herabsetzung der Schwingungsfrequenz auf 64 Hz), auf denen er Papierstreifen mit einer geometrischen Figur (Gradenigo-Dreieck) anbrachte, und eine von 0 bis 8 aufsteigend graduierte Skala zur optischen Beobachtung des zeitlichen Verlaufes des Schwingungsvorganges.
Ziel war es, auf diese Weise die Dauer der Wahrnehmung des Vibrationsreizes (Schwingungsdauer) einfach beobachten und messen zu können.

## Schriften
- Mesure des troubles de la sensibilite au diapason. In: Revue Neurologique (Paris). Band 11. Paris 1903, S. 1201–1202.
- Sur L'anatomie pathologique d'une forme d'heredo-ataxie cerebelleuse. In: Nouvelle iconographie de la Salpetriere. Band 17. Paris 1904, S. 289–303.

Als Erstautor mit Friedrich Wilhelm Seiffer:
- Untersuchung über das Vibrationsgefühl oder die sog. 'Knochensensibilität'(Pallästhesie). In: Archiv für Psychiatrie und Nervenkrankheiten. Band 37, Nr. 2, 1903, S. 488–536.
- Untersuchungen über das Vibrationsgefühl oder die sog. 'Knochensensiblilität'(Pallästhesie). Abstract. In: Neurologisches Centralblatt. Band 22, 1903, S. 1012–1013.
- Recherches sur la sensibilite aux vibrations, ou soi-disant sensibilite osseuse (pallesthésie). Abstract. In: Revue Neurologique. Band 12. Paris 1904, S. 69–70.

Als Zweitautor mit Friedrich Wilhelm Seiffer:
- Ueber Knochensensibilität. In: Centralblatt für Nervenheilkunde und Psychiatrie. Band 14, 1903, S. 332–334.
- Ueber Knochensensiblilität. Kongressvortrag. In: Neurologisches Centralblatt. 1903, S. 329–331 (online bei archive.org [abgerufen am 4. September 2020]).